# Берилова, Настасья Парфеньевна
Настасья Парфеньевна (Петровна) Берилова (1776—1804) — актриса балетной труппы Императорских театров Российской империи.

## Биография
Происходила из крепостных графа Шереметьева, которым порой давали фамилии по названию различных драгоценных камней (по разным гипотезам она урождённая Соколова или Гладышева, Даниловна, и не Парфентьевна), но в истории русского балета её имя сохранилось именно так. Ученица балетмейстера Ивана Ивановича Вальберха.
Принята на службу по дирекции театров с 1 сентября 1794 года, с 1797 года получала жалованья 1050 рублей, с 1 января 1799 года — 1300 рублей жалованья и 150 рублей квартирных (высший в то время оклад). Танцы её отличались грациозностью («Берилова — воплощенная грация» — по отзыву Вигеля). Особенно прославилась Берилова в пантомиме. Участвовала среди прочих в балетах «Оракул» и «Медея и Язон» (роль Креузы) и нередко танцевала за мужчин в балетах после издания Императором Павлом распоряжения, чтобы мужчины не участвовали в балетах.
Настасья Парфеньевна Берилова скончалась от чахотки в феврале 1804 года, 28 лет от роду.